# عفاريت الأسفلت (فلم)
فيلم سينمائي مصري إنتاج عام 1996 قصة وسيناريو وحوار مصطفى ذكرى، إخراج أسامة فوزي وبطولة محمود حميدة، عبد الله محمود، سلوى خطاب، حسن حسني.

## القصة
يتحدث الفيلم عن عالم سائقي الميكروباص، عم علي سائق الميكروباص يقيم معه ابنه عبد الله سائق الميكروباص والذي يعمل على نفس الميكروباص بالتناوب مع ابنه سيد، بينما تظل انشراح ابنة عبد الله بلا دراسة أو عمل أو زوج رغم تقدم العمر بها وتقيم معهم تفيدة زوجة عبد الله، السائق عبد الله يخون زوجته تفيدة مع أم رنجو أرملة زميله وهي والدة صديق ابنه في نفس الوقت.. بينما تخون تفيدة زوجها مع جارها محمد الحلاق المتزوج من فاطمة أو بطة التي تخونه مع سيد، بينما تتوطد علاقة خاصة بين انشراح ورنجو صديق شقيقها. يتقدم رنجو سائق الميكروباص للزواج من انشراح التي تعدت الثانية والثلاثين دون أن تتزوج، لكن شقيقها سيد يرفضه بشدة لانتمائه لفئة سائقى الميكروباص لتحاول انشراح الانتحار خشية العنوسة. بينما يحلق رنجو شعره بالموسى بعد إيقاظ الأسطى محمد الحلاق من نومه بعد منتصف الليل احتجاجا على موقفه من صديقه سيد. تتوط علاقة حب بين سيد وأمانى طالبة الجامعة التي تتوق للزواج منه فيوافقها سيد مقابل مساعدته لزواج أخيها المهندس الذي لم يره من اخته انشراح وأن يكون ذلك شرطا لزواجهما، فترفض أمانى تلك المساومة. يموت عم على ويجتمع جميع أبطال الفيلم حول الطبلية لتناول الطعام والنظرات المحرمة أيضا.

## فريق العمل
محمود حميدة
جميل راتب
سلوى خطاب
حسن حسني
أسامة فوزي

## روابط خارجية
- مقالات تستعمل روابط فنية بلا صلة مع ويكي بيانات